# MobiSystems
Мобайл Системс ООД, известна още като „Мобисистемс“ (MobiSystems) е българска мултинационална компания, която създава, разработва и продава софтуер.  Най-известните ѝ продукти са OfficeSuite и File Commander с над 300 милиона инсталации в цял свят, както и електронните речници на компанията, които са лицензирани от Оскфорд.
MobiSystems се специализира в разработване на софтуер за продуктивност за Android, iOS и Мicrosoft Windows. Компанията е частна и централата ѝ е разположена в Сан Диего, Калифорния. Там са съсредоточени продажбите и бизнес дейностите. Офисът в България отговаря за разработката на продуктите.
Най-големият пазар на MobiSystems по брой потребители и обем на продажби е Япония.  През 2014 г. компанията беше включена в списъка на "5000 най-бързо развиващи се компании в Америка" от списание Inc.
MobiSystems е член на Българо-Румънската Търговско-промишлена камара и Българския-Австралийски бизнес съвет.

## История
Компанията е основана от Станислав Минчев и Димитър Митев в България през 2001 г. Към нея се присъединяват Стоян Гогов и Николай Късовски (съответно като вицепрезидент и технически директор) през 2003 г.
През 2003 г. MobiSystems достига лицензионно споразумение с Оксфорд за разработката на речникови приложения, използващи съдържание от Оксфорд Университетски Печат. Същата година, компанията отваря офис в Сан Диего, Калифорния.
През 2004 г. MobiSystems пуска първата версия на OfficeSuite за Palm OS, последвана от версия за мобилната операционна система Symbian през 2005 г.
През 2009 г. компанията достига споразумение с Sony за разработка на Android версии на OfficeSuite и File Commander на MobiSystems, както и предварителната им инсталация на серията смартфони и таблети Xperia на Sony.
През 2013 г. MobiSystems пуска първата версия на OfficeSuite за устройства с iOS.
През 2016 г. компанията пуска настолната версия на OfficeSuite за Microsoft Windows, като това става техния първи продукт за компютри.

## Продукти

### OfficeSuite
OfficeSuite e офис пакет с версии за Windows, Android и iOS устройства. Включва 6 модула за работа: Документи (Documents), Електронни таблици (Sheets), Презентации (Slides), Редакция на PDF файлове (PDF Editor), Поща (Mail) и Облачно пространство (Drive). Първата версия на софтуера е достъпна през 2004 г.

### File Commander
File Commander е файлов мениджър за Android базирани устройства. Първата версия на софтуера е представена през 2012 г.

### Oxford Dictionaries
През 2003 г. MobiSystems подписва договор с Oxford University Press за разработката на мобилни версии на речниците им.